# Christofer Eskilsson
Christofer Eskilsson (* 20. April 1989 in Malmö) ist ein schwedischer Wasserspringer. Er startet im 10-m-Turm- und Synchronspringen und wird von Pär Berg trainiert.
Seine ersten Erfolge feierte Eskilsson im Jahr 2006, als er vom Turm bei der Junioreneuropameisterschaft in Palma Bronze gewann und bei der Juniorenweltmeisterschaft in Kuala Lumpur Achter wurde. Seine ersten Titelkämpfe im Erwachsenenbereich absolvierte er bei der Europameisterschaft 2008 in Eindhoven, dort schied er als 14. jedoch im Vorkampf aus. Eskilsson nahm im folgenden Jahr an der Europameisterschaft in Turin teil. Vom Turm erreichte er mit Rang vier sein bislang bestes Resultat bei internationalen Meisterschaften und verpasste eine Medaille nur sehr knapp. Weniger erfolgreich verlief seine erste Teilnahme an der Weltmeisterschaft in Rom, wo er nur 33. im Vorkampf vom Turm wurde. Eskilsson erreichte auch bei der Europameisterschaft 2010 in Budapest und 2011 in Turin jeweils das Finale im Turmspringen und belegte die Ränge zwölf und fünf.